# Ben Mitkus
Ben Mitkus, född 23 december 1994 i Mažeikiai i Litauen, är en svensk youtuber och sångare som även medverkat i flera TV-program.
Mitkus flyttade till Sverige med sin mor som fyraåring från Litauen. Han var med Idol 2014 och medverkade i serien Ung och bortskämd där han kom trea i finalen.
Ben Mitkus har en YouTube-kanal som i juli 2024 hade 174 miljoner visningar, där han filmar sig själv när han bland annat sjunger och vloggar. Han är även signad hos skivbolaget Universal Music.
År 2018 deltog han i Farmen VIP, där var han den förste som åkte ut. 2016 släppte han singeln "Kills Me" och kom på 56:e plats på Sverigetopplistan.

## Diskografi

### Låtar
| Titel                                   | År   | Topplacering      | Album                      |
| Titel                                   | År   | Sverigetopplistan | Album                      |
| --------------------------------------- | ---- | ----------------- | -------------------------- |
| Kills Me                                | 2016 | 56                | Singlar                    |
| Ridin                                   | 2016 | 34                | Singlar                    |
| Please Be Mine For Christmas            | 2016 | _                 | Singlar                    |
| Heartbreak Love Song                    | 2016 | _                 | Singlar                    |
| U Know                                  | 2017 | _                 | Singlar                    |
| Do U Love Me                            | 2017 | 80                | Singlar                    |
| Heartbreak Love Song - Akustisk Version | 2017 | _                 | The Acoustic Sessions - EP |
| Christmas Love                          | 2017 | _                 | The Acoustic Sessions - EP |
| Ridin - Akustisk Version                | 2017 | _                 | The Acoustic Sessions - EP |
| So This Is Christmas (War Is Over)      | 2017 | _                 | The Acoustic Sessions - EP |
| Kills Me - Akustisk Version             | 2017 | _                 | The Acoustic Sessions - EP |
| When You Wish Upon A Star               | 2017 | _                 | The Acoustic Sessions - EP |
| Faster than lightning                   | 2018 | _                 | Singlar                    |
| Saturday                                | 2018 | —                 | Singlar                    |
| Trofé                                   | 2018 | _                 | Singlar                    |
| Samma Gamla Du                          | 2019 | _                 | Singlar                    |
| Blundar Du Så Blundar Jag               | 2019 | _                 | Singlar                    |
| On/Off                                  | 2020 | _                 | Singlar                    |